# Phloeidae
Phloeidae é uma família de percevejos com aspecto peculiar, em função da morfologia externa críptica. São achatados, com as margens da cabeça, tórax e segmentos abdominais expandidos em grandes lobos, que se confundem como substrato das cascas das árvores onde vivem. Espécies de tamanho grande (20 a 25 mm), são também chamados bichos-casca. Compreende 3 espécies em 2 gêneros, com distribuição disjunta no Hemisfério Sul: as espécies dos gêneros Phloea e Phloeophana ocorrem apenas na América do Sul e parecem ter sua distribuição restrita no Brasil registradas desde o Pará até o Rio Grande do Sul, associadas às regiões da Floresta Amazônica e Mata Atlântica.